# NGC 6916
NGC 6916 је спирална галаксија у сазвежђу Лабуд која се налази на NGC листи објеката дубоког неба.
Деклинација објекта је + 58° 20' 39" а ректасцензија 20h 23m 33,1s. Привидна величина (магнитуда) објекта NGC 6916 износи 14,1 а фотографска магнитуда 14,9. Налази се на удаљености од 48,3000 милиона парсека од Сунца. NGC 6916 је још познат и под ознакама UGC 11554, MCG 10-29-4, CGCG 304-4, IRAS 20224+5810, PGC 64600.